# Області Білорусі
Області Білорусі (біл. вобласці Беларусі) — адміністративно-територіальні одиниці Республіки Білорусь першого порядку. Обласний поділ був уведений у Білоруській РСР 1938 року, коли всю територію радянської республіки було поділено на 5 областей. Приєднані у вересні-жовтні 1939 року території Польщі було також перетворено на 5 областей. У 1944—1954 роках БРСР містила 13 областей. До 1960 року їх кількість скоротилася до 6, які існують і в незалежній Республіці Білорусь. Столицю країни місто Мінськ виділено в окрему адміністративно-територіальну одиницю також першого рівня.
Кожна область має обласний центр, міста обласного підпорядкування і поділяється на райони. Обласна влада поділяється на виконавчу, а саме обласний виконавчий комітет, представницьку, обласну Раду депутатів, та судову в особі Обласного суду та Економічного суду області.

## Список
| Прапор | Герб | Позначення області | Назва області                        | Райони, кількість | Площа, км²    | Чисельність, тис. осіб | Щільність, осіб на км² | Адміністративний центр   |  |
| ------ | ---- | ------------------ | ------------------------------------ | ----------------- | ------------- | ---------------------- | ---------------------- | ------------------------ |  |
|        |      | BY-BR              | Берестейська Брэсцкая Брестская      | 16                | 32700,0 (4)   | 1433,1 (4)             | 43,8 (3)               | Берестя Брэст Брест      |  |
|        |      | BY-HO              | Гомельська Гомельская                | 21                | 40400,0 (1)   | 1464,5 (2)             | 36,3 (5)               | Гомель                   |  |
|        |      | BY-HR              | Гродненська Гродзенская Гродненская  | 17                | 25100,0 (6)   | 1102,8 (7)             | 43,9 (2)               | Гродно Гродна Гродно     |  |
|        |      | BY-MA              | Могильовська Магілёўская Могилёвская | 21                | 29100,0 (5)   | 1123,1 (6)             | 38,6 (4)               | Могильов Магілёў Могилёв |  |
|        |      | BY-MI              | Мінська Мінская Минская              | 22                | 40200,0 (2)   | 1454,0 (3)             | 36,2 (6)               | Мінськ Мінск Минск       |  |
|        |      | BY-VI              | Вітебська Віцебская Витебская        | 21                | 40100,0 (3)   | 1265,3 (5)             | 31,6 (7)               | Вітебськ Віцебск Витебск |  |
|        |      | —                  | Місто Мінськ Горад Мінск Город Минск | 9                 | 305,500 (7)   | 1829,1 (1)             | 5987,0 (1)             | Мінськ Мінск Минск       |  |
|        |      | BY                 | Білорусь Беларусь                    | 127               | 207600,0 (84) | 9671,9 (75)            | 46,6                   | Мінськ Мінск Минск       |  |

## Колишні області
- Барановицька область
- Бобруйська область
- Вілейська область
- Віленська область
- Молодеченська область
- Пінська область
- Поліська область
- Полоцька область